# 海濱站 (聖彼得堡地鐵)
海濱站（羅馬化：Primorskaya）是聖彼得堡地鐵涅瓦－瓦西利島線的一個車站。車站的設計者是V.N. Sokolov，M.I. Starodubov和V.A. Penno，開通於1979年9月28日。該站位於瓦西里島的西部。